# Locomotiva FS 804
La locomotiva FS gruppo 804 era un tipo di locotender a vapore a 2 assi motori reimmatricolata nel parco FS in seguito al riscatto della Rete Mediterranea; presso tale rete era stata numerata nella serie RM 6401 ÷ 6407. 

## Storia
Le locomotive erano state costruite dalla Maschinenfabrik Esslingen, secondo un modello analogo fornito a molte società ferroviarie, nella prima metà degli anni ottanta del XIX secolo alla FAAN esercente la ferrovia Albano-Nettuno. Le locomotive erano passate poi alla società esercente le Ferrovie Secondarie Romane (FSR) e nel 1890 nel parco macchine della Rete Mediterranea che le aveva numerate da 6401 a 6407. Quando nel 1905 le ferrovie vennero statizzate le locomotive passarono alle FS e vennero immatricolate come 8041 ÷ 8047; nel 1920 infine divennero 804.001 ÷ 007.

## Caratteristiche
La locotender aveva 2 assi motori accoppiati e asse anteriore portante, secondo un modello per ferrovie secondarie e concesse ad armamento leggero e non superiore a 14 t per asse. La configurazione delle macchine era semplice: a vapore saturo e semplice espansione, a 2 cilindri esterni e con distribuzione a cassetto. La massa complessiva a pieno carico era di 37 tonnellate con un peso per asse non superiore a 13,5 t (sugli assi motori) e 10 t sull'asse anteriore portante.

## Nomi attribuiti alle locomotive
- Locomotiva FAAN 1 Roma, poi RM 6401 Tavolato. Poi FS 804.001
- Locomotiva FAAN 7, poi RM 6407, Rocca di Papa. Poi FS 804.007